# Teodoro Cuesta
Teodoro Cuesta García-Ruiz (La Pasera, Mieres, 9 de novembre de 1829-Oviedo, 1 de febrer de 1895) fou un escriptor, poeta i músic asturià.

## Biografia
Va néixer en el barri de la Pasera al concejo de Mieres. El seu pare, mort abans de néixer, era Ramón Cuesta, farmacèutic. La seva mare María Luisa García-Ruiz, era mestressa. La seva infància transcorre a Mieres fins que als vuit anys i a causa de les dificultats econòmiques familiars es va a viure amb el seu avi, Federico García-Ruiz, metge que exercia a Oviedo. Estant a Oviedo realitza els primers estudis fins als quinze anys, moment aquest que abandona els estudis a l'entrar com caixista en una impremta d'Oviedo. Des d'aquest moment durant tota la seva vida es dedica a diferents treballs, dels quals es pot destacar: impressor, gazetiller i periodista a Gijón, mestre de música a Mieres, tocador de xiblata, i empleat de beneficència a Oviedo.
Des de 1845 a 1876 es dedica a l'estudi de la música, estudiant composició i harmonia i centrant-se en la flauta, a més de tocar la flauta comença a compondre diferents obres. En la seva vida professional es dedica al treball dintre de les impremtes treballant en diferents impremtes d'Oviedo i al final acaba treballant en la gerència d'una impremta a Gijón. Després de la seva etapa de Gijón troba treball a Oviedo on torna en 1853. És en aquesta ciutat on coneix a Gertrudis Urdangaray y Goy amb la qual es casa el 22 de setembre de 1854 a l'església de San Isidoro d'Oviedo. En 1856 es fa càrrec de la banda de música de Mieres com a director. Durant dos anys realitza aquesta labor amb gran encert el que li fa mereixedor d'una creixent fama que li fa al final aconseguir un ascens i així el 7 de febrer de 1858 passa a dirigir la banda de música de l'Hospici d'Oviedo.
El 30 de maig de 1876 després d'ocupar una gran labor dintre de la banda el nomenen administrador de l'Hospici, una vegada en aquest càrrec es comença a dedicar a la literatura més que a la seva labor de músic, fins a la seva mort en 1895. L'any 1888 a causa d'unes retallades de pressupost, se'l jubila prematurament del càrrec de l'hospici, això fa que entri en una fase de declivi econòmic, ja que els diners de la jubilació mai li va arribar realment. Morí en 1895 segons es creu d'un infart, sent una persona en aquells dies de gran fama i reconeixement el seu funeral es converteix en multitudinari, celebrant-se a Oviedo, a aquest acte van assistir les més importants personalitats de l'època, de les quals cap destacar: Aramburu, Canella o Leopoldo Alas (Clarín). Del seu matrimoni va concebre cinc fills seus noms són: Arturo, Rafael, Amelia, Gumersinda i Concha.

## Obra literària
Les primeres notícies que es tenen d'ell són de 1845 en les quals llegix el seu primer poema de La «captaire» en el Liceu ovetense. Des de 1858 a 1876 es dedica básicamene a la música, es converteix en un bon flautista i dintre de la seva faceta de compositor, compon nombroses obres, sobretot religioses (misereres, ofertorios, salvis...). Col·labora en diferents edicions com «El Industrial», «El Faro Asturiano» i «El Independiente».
- Les seves «Poesias asturianas» es van publicar en 1896 amb pròleg d'Alejandro Pidal y Mon
- «Andalucía y Asturias»
- «El protomártir asturiano Fr. Melchor García Sampedro (Poema en bable)»